# Erisittone di Atene
Erisittone (Ἐρυσίχθων Erysìchthōn) è una figura della mitologia greca. Figlio del primo mitologico re di Atene, Cecrope e di Aglauro.

## Mitologia
Non ebbe figli ed i miti ci tramandano solo che andò in viaggio verso Delo, da dove cercò di riportare una vecchia statua d'Ilizia, ma morì sulla strada del ritorno.